# Аероскоп

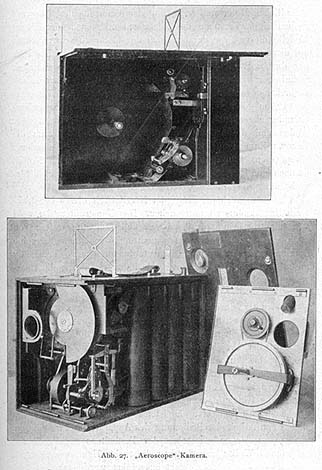
Аероскоп 1910 р.

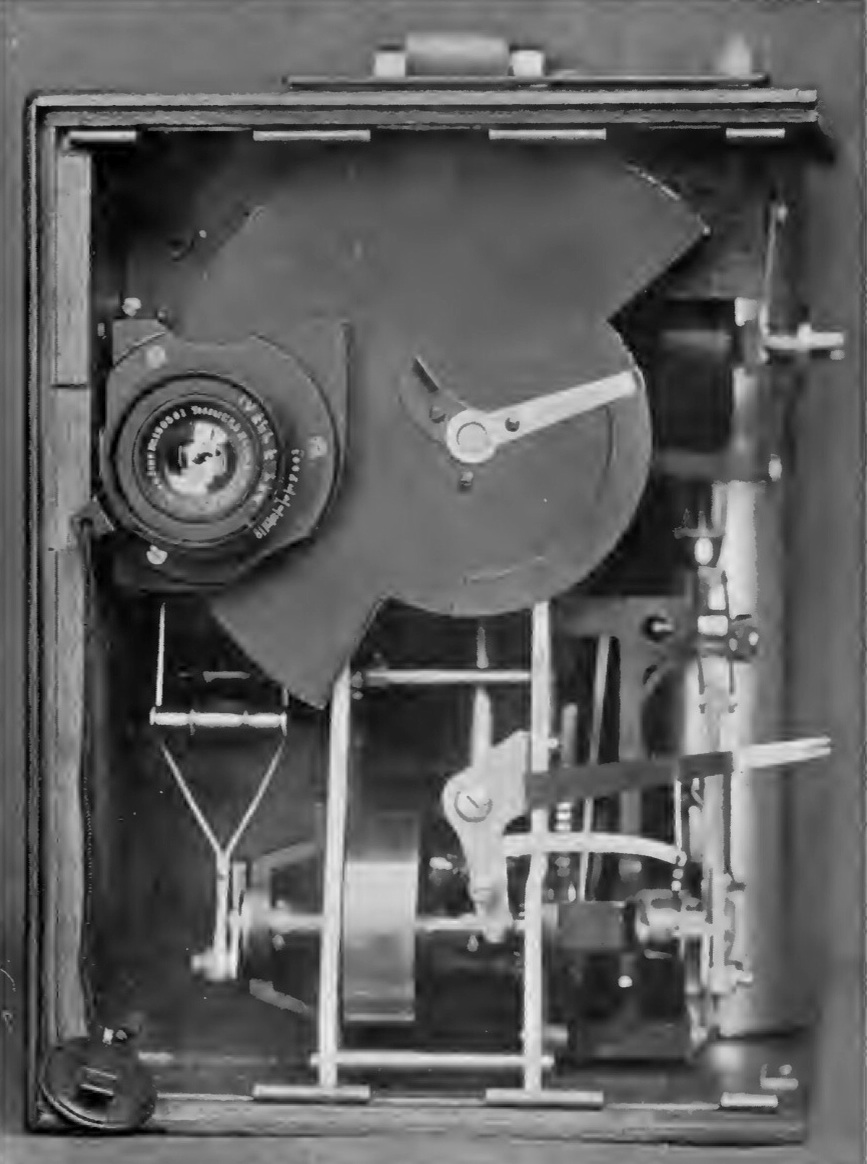

«Аероскоп» — перша в світі ручна кінокамера, сконструйована в 1909 році польським винахідником Казимиром Прушинським.
Ідея винаходу полягала у відмові від обертання оператором ручки камери — цю функцію виконував двигун на стисненому повітрі, яке заздалегідь напомповувалося в спеціальний резервуар. Нововведення дозволило звільнити кінематографістові обидві руки і виконувати зйомки більш мобільно. 
Камеру було запатентовано спершу у Франції  (патент від 10 квітня 1909), потім у Великій Британії (1910). Незабаром після цього, в 1911 в Лондоні почалося виробництво «аероскопів».
«Аероскоп» застосовувався операторами кінохроніки більшості провідних кінокомпаній з 1912 року до появи звукового кіно.